# رأس المال الثقافي المتعدد الثقافات
في مجالات دراسات الإدارة والتنظيم يُعرف رأس المال الثقافي المتعدد الثقافات (بالإنجليزية: Cross-cultural capital)‏ على أنه مجموعة شاملة من المعرفة والمهارات والقدرات والميول النفسية التي تمنح الأفراد ميزة تنافسية في التفاعل والعمل والإدارة في بيئات ثقافية متنوعة. يُعتبر جزءا من رأس المال البشري.
يُعتبر رأس المال الثقافي المتعدد الثقافات مفهوما شاملا ويتألف من عناصر ذات طابع ميولي (أو أقرب إلى الصفة) وعناصر مستندة إلى التجارب (أقرب إلى الحالة) بما في ذلك الميول الشخصية (مثل الانفتاح على التجارب) والقيم والمعتقدات (مثل معتقدات تعزيز التنوع) والأسلوب الإدراكي (المرونة الإدراكية) والمهارات المكتسبة المحددة (مثل إتقان عدة لغات) بالإضافة إلى التجارب ذات الصلة (مثل السفر والعيش والعمل في بلدان مختلفة والنشأة في بيئة متعددة الثقافات). يُضمِّن بعض العلماء الذكاء الثقافي كواحدة من المكونات ذات الحالة في رأس المال الثقافي المتعدد الثقافات. ويتوافق ذلك مع نموذج شبكة المفاهيم النموذجي للذكاء الثقافي لأنج وفان داين حيث يُفهم الذكاء الثقافي على أنه مفهوم أقرب إلى الحالة يتوسط العوامل البعيدة التي تُصنَّف عادة على أنها ذات طابع ميولي (مثل سمات الشخصية) والبنى الوسيطة مثل خوف التواصل والقلق والتي يفترض أنها تؤثر على العديد من النتائج الفردية والبينية التي يمكن تصنيفها بشكل عام في الأداء والتكيُّف الثقافي.